# Люшев
Люшев (бел. Люшаў) — деревня в Липиничском сельсовете Буда-Кошелёвского района Гомельской области Белоруссии.
Поблизости есть залежи глины.

## География

### Расположение
В 16 км на север от районного центра и железнодорожной станции Буда-Кошелёвская (на линии Жлобин — Гомель), 64 км от Гомеля.

### Гидрография
На востоке река Глина (приток река Липа).

## Транспортная сеть
Транспортные связи по просёлочной, затем автомобильной дороге Чечерск — Буда-Кошелёво. Планировка состоит из прямолинейной, ориентированной с юго-востока на северо-запад улицы, параллельно которой на западе проходит короткая улица. Застройка двусторонняя, деревянными домами усадебного типа.

## История
По письменным источникам известна с XVI века как деревня во владении Солтанов, где находилась их фамильная усыпальница. В начале XVII века построен костёл. После 1-го раздела Речи Посполитой (1772 год) в составе Российской империи. По инвентарю 1848 года деревня и фольварк в составе помещичьего поместья, в Рогачёвском уезде Могилёвской губернии. Через деревню проходила почтовая дорога из Гомеля в Жлобин. В 1858 году находился костёл. В 1878 году Солтаны имели в деревне и окрестностях трактир, 2 мельницы и круподробилку. В 1885 году открыта школа, которая разместилась в наёмном крестьянском доме. В начале 1920-х годов для неё было выделено национализированное здание. По переписи 1897 года находились: хлебозапасный магазин (с 1884 года). Рядом был одноименный фольварк, где имелся ветряная мельница.
В 1925 году в Любавинском сельсовете Буда-Кошелёвского района Бобруйского округа. В 1929 году организован колхоз «Коминтерн», работали кузница и нефтяная мельница. На фронтах Великой Отечественной войны погибли 39 жителей деревни. В 1959 году в составе колхоза «Юбилейный» (центр — деревня Неговка).

## Население

### Численность
- 2004 год — 11 хозяйств, 14 жителей.

### Динамика
- 1848 год — 183 жителя.
- 1858 год — 26 дворов.
- 1897 год — 39 дворов, 245 жителей (согласно переписи).
- 1909 год — 290 жителей.
- 1925 год — 112 дворов.
- 1959 год — 273 жителя (согласно переписи).
- 2004 год — 11 хозяйств, 14 жителей.